# Unisonic
Unisonic est un groupe allemand de power metal. Il est formé en 2009 par Kai Hansen, du groupe Gamma Ray, et ex-guitariste d'Helloween, et Michael Kiske, ex-chanteur d'Helloween. Certains y voient un supergroupe, d'autre une reformation du duo de la « grande époque » d'Helloween, celle des Keeper of the Seven Keys part. I et II.

## Historique

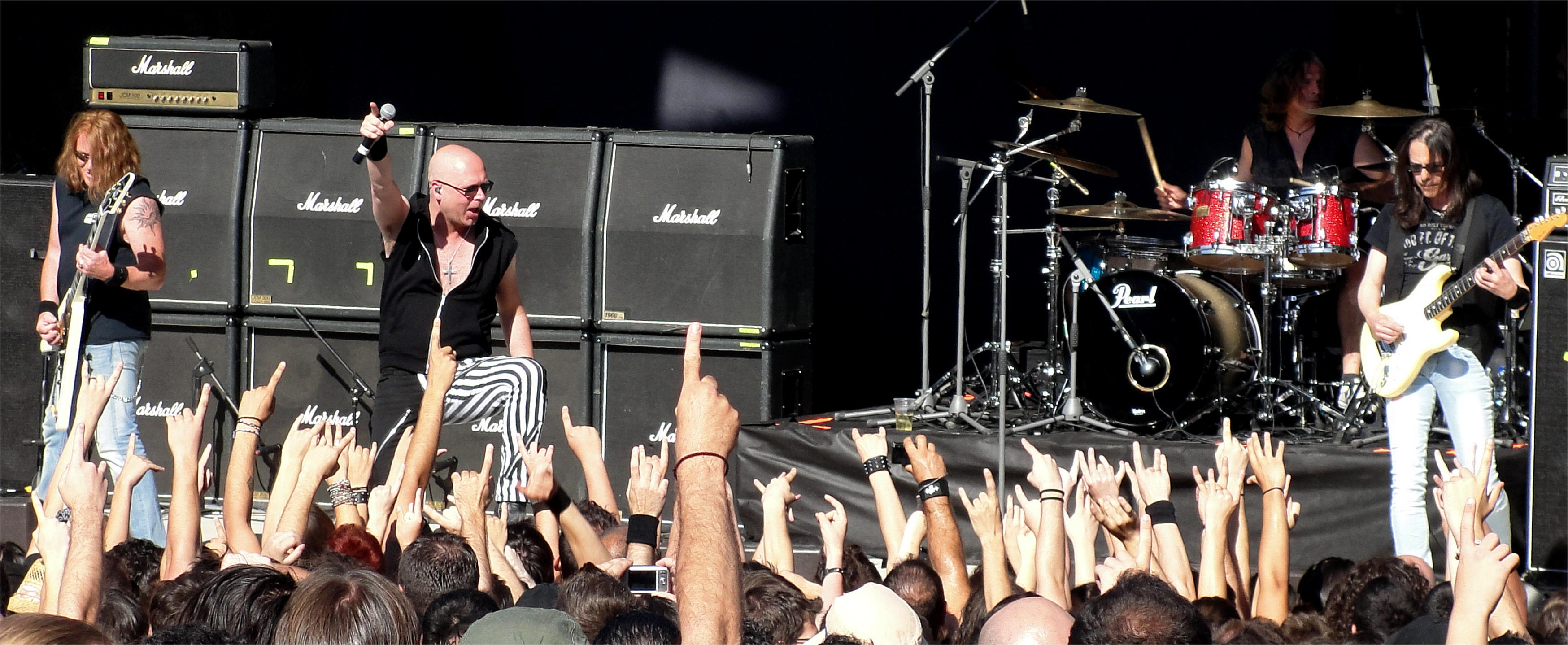
Unisonic au Rockwave Festival en 2012.

Le chanteur Michael Kiske (ex-Helloween), le bassiste Dennis Ward (Pink Cream 69) et le batteur Kosta Zafiriou (ex-Pink Cream 69) travaillaient ensemble sur un projet AOR appelé Place Vendome. Après la sortie du deuxième album de Place Vendome, Streets of Fire en 2009, ils décident de travailler ensemble sur un nouveau projet et forment un groupe. Dennis Ward leur suggère de recruter le guitariste suisse Mandy Meyer (Asia, Gotthard, Krokus). Mandy Meyer explique concernant le nom du groupe qu'« il y avait tellement d'idée de nom et, au final, le nom d'Unisonic revenait. Ca convient parfaitement au groupe. Des musicos unis venant de différents groupes et de différents pays. » Unisonic se lance dans sa première tournée en juin 2010, jouant quelques concerts en Allemagne, au Sweden Rock Festival, et au Masters of Rock.
Un autre ancien membre d'Helloween, le guitariste Kai Hansen (Gamma Ray), se joint au groupe en mars 2011. La nouvelle formation donne son premier concert au Loud Park Festival (Japon) le 15 octobre 2011. En janvier 2012, le groupe publie son premier EP intitulé Ignition, au label EarMusic (Edel AG), accompagné d'une vidéo de la chanson Unisonic. L'album éponyme du groupe est publié le 30 mars 2012 et atteint plusieurs classements internationaux en Finlande, au Japon, en Allemagne et en Suède,,,.
Unisonic se lance dans sa première tournée mondiale en mai 2012, jouant en Amérique du Sud et dans divers festivals européens comme le Masters of Rock, au Hellfest, Rock Hard et aux Gods of Metal entre autres. La deuxième partie de la tournée voit le groupe jouer au Japon, à Taïwan, en Corée, en Russie et en Allemagne. Le deuxième EP du groupe, For the Kingdom, est publié en mai 2014, et la vidéo de la chanson Exceptional suit en juillet ; leur second album, Light of Dawn, est publié le 1er août 2014,. Light of Dawn atteint les classements internationaux. Le groupe se lance dans une tournée européenne en 2014, jouant aux Masters of Rock, Leyendas del Rock, Moscow Metal Meeting et Bang Your Head.
Le 6 septembre 2016, Kosta Zafiriou annonce se retirer de la musique, pour devenir agent artistique du groupe.

## Membres

### Membres actuels
- Michael Kiske - chant (depuis 2009)
- Mandy Meyer - guitare solo, guitare rythmique (depuis 2009)
- Dennis Ward - basse, chœurs (depuis 2009)
- Kai Hansen - guitare solo, guitare rythmique, chœurs (depuis 2011)

### Anciens membres
- Kosta Zafiriou - batterie, percussions (2009–2016)